# Юліан Єннер
Юліан Єннер (нід. Julian Jenner, нар. 28 лютого 1984, Делфт) — нідерландський футболіст, що грав на позиції нападника.

## Ігрова кар'єра
У дорослому футболі дебютував 2003 року виступами за команду «НАК Бреда», в якій провів три сезони, взявши участь у 35 матчах чемпіонату. 
Влітку 2006 року Юліан перейшов до АЗ і 3 лютого 2007 року у матчі проти ПСВ він забив свій перший гол за нову команду. Цього ж сезону Єннер допоміг клубу з Алкмара вийти у фінал Кубка Нідерландів 2006/07. 
2008 року Єннер перейшов у «Вітесс». Втім основним гравцем не був, тому здавався в оренду до німецького друголігового «Рот Вайса» (Ален) та місцевого клубу «НАК Бреда».
З 2012 року грав в Угорщині за клуби «Ференцварош» та «Діошдьйор», а завершив ігрову кар'єру у англійській команді «Ноттс Каунті», за яку виступав протягом 2015—2016 років у Другій лізі.

## Виступи за збірну
З 2006 року залучався до молодіжної збірної Нідерландів. У її складі брав участь у домашньому молодіжному чемпіонаті Європи 2007 року, на якому нідерландська молодіжка стала переможцем турніру.